# Placówka Straży Celnej „Popielniki Rybno”

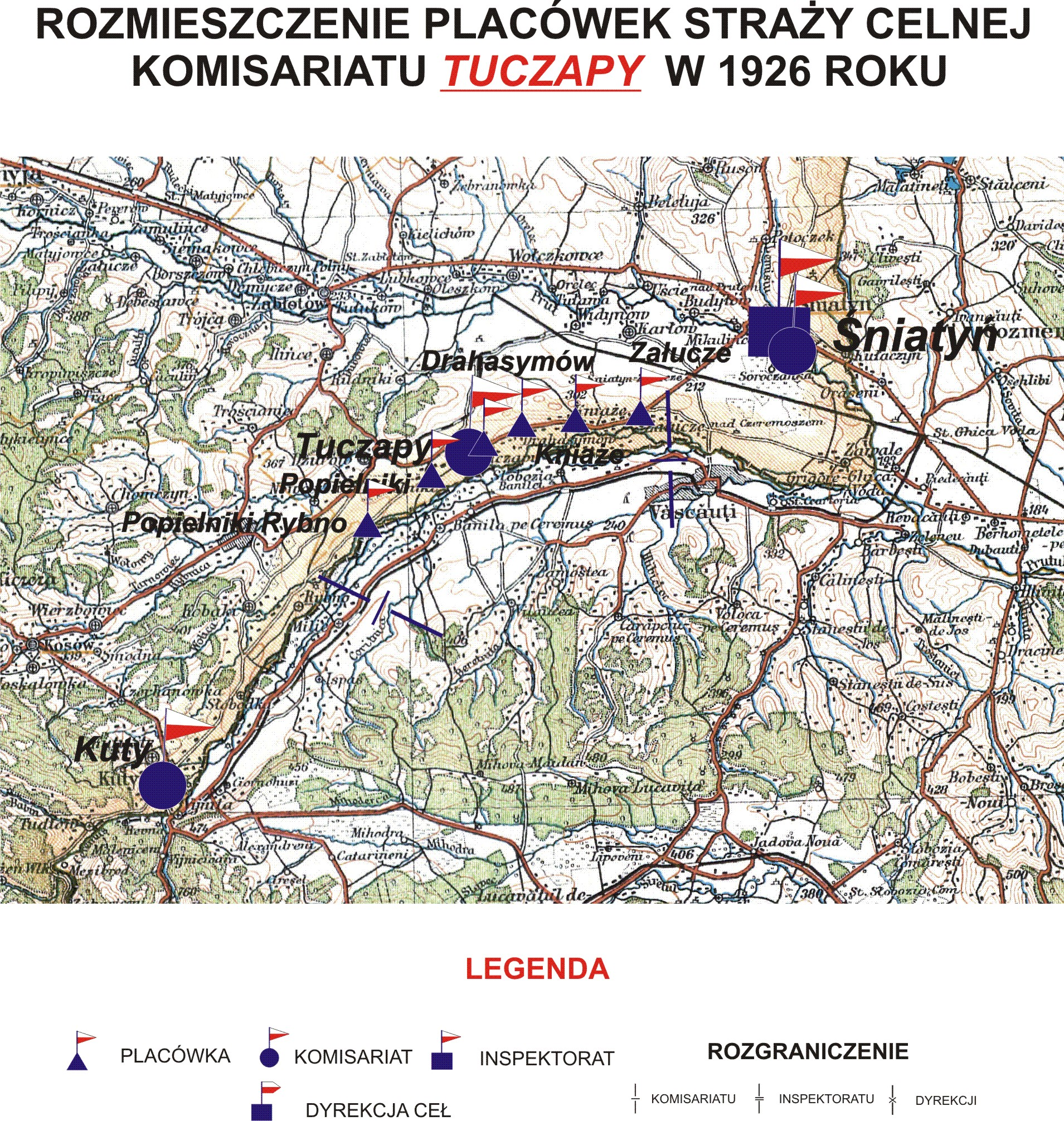
Rozmieszczenie placówek SC komisariatu Tuczapy w 1926 r.

Placówka Straży Celnej „Popielniki Rybno” – jednostka organizacyjna Straży Celnej pełniąca w okresie międzywojennym służbę ochronną na granicy polsko-rumuńskiej.

## Formowanie i zmiany organizacyjne
Na wniosek Ministerstwa Skarbu, uchwałą z 10 marca 1920 roku, powołano do życia Straż Celną. Od połowy 1921 roku jednostki Straży Celnej rozpoczęły przejmowanie odcinków granicy od pododdziałów Batalionów Celnych. Proces tworzenia Straży Celnej trwał do końca 1922 roku. Placówka Straży Celnej „Popielniki Rybno” weszła w podporządkowanie komisariatu Straży Celnej „Tuczapy” z Inspektoratu SC „Śniatyn”.
W drugiej połowie 1927 roku przystąpiono do gruntownej reorganizacji Straży Celnej. W praktyce skutkowało to rozwiązaniem tej formacji granicznej. Ochronę północnej, zachodniej i południowej granicy państwa przejęła powołana z dniem 2 kwietnia 1928 roku Straż Graniczna. W strukturach nowo powstałej formacji placówki „Popielniki Rybno” nie odtworzono.

## Funkcjonariusze placówki
Kierownicy placówki
| stopień    | imię i nazwisko, numer | okres pełnienia służby | kolejne stanowisko |
| ---------- | ---------------------- | ---------------------- | ------------------ |
| przodownik | Rudolf Kapralski (29)  | był w 1926             |                    |

Obsada personalna placówki w 1926:
- przodownik Rudolf Kapralski (29)
- starszy strażnik Rudolf Krużberski (289)
- starszy strażnik Franciszek Tkaczyk (521)
- strażnik Jan Kurgan (453)
- strażnik Jan Olearka (510)
- strażnik Franciszek Wlazło (523)
- strażnik Franciszek Balcerski (486)
- strażnik Władysław Kaduk (452)
- strażnik Mikołaj Szady (519)
- strażnik Szczepan Zrobek (527)
- strażnik Jan Pięta (1774)
- strażnik Albin Chudy (543)
- strażnik Stanisław Czechowicz (1085)
- strażnik Franciszek Chamuczyński (2076)